# Kanton Pouillon
Kanton Pouillon (francouzsky Canton de Pouillon) je francouzský kanton v departementu Landes v regionu Akvitánie. Tvoří ho 11 obcí.

## Obce kantonu
- Cagnotte
- Estibeaux
- Gaas
- Habas
- Labatut
- Mimbaste
- Misson
- Mouscardès
- Ossages
- Pouillon
- Tilh